# Witkeelbaardbuulbuul
De witkeelbaardbuulbuul (Alophoixus flaveolus; synoniem: Criniger flaveolus) is een zangvogel uit de familie Pycnonotidae (buulbuuls).

## Verspreiding en leefgebied
Deze soort komt voor van de Himalaya tot Thailand en telt twee ondersoorten:
- A. f. flaveolus: van de oostelijke Himalaya tot noordelijk Myanmar.
- A. f. burmanicus: zuidoostelijk Myanmar, zuidelijk China en westelijk Thailand.

## Status
De grootte van de populatie is niet gekwantificeerd maar de soort wordt omschreven als algemeen. Op de Rode lijst van de IUCN heeft deze soort de status niet bedreigd.